# Opuntia humifusa
Opuntia humifusa là một loài thực vật có hoa trong họ Cactaceae. Loài này được (Raf.) Raf. mô tả khoa học đầu tiên năm 1830.

## Hình ảnh

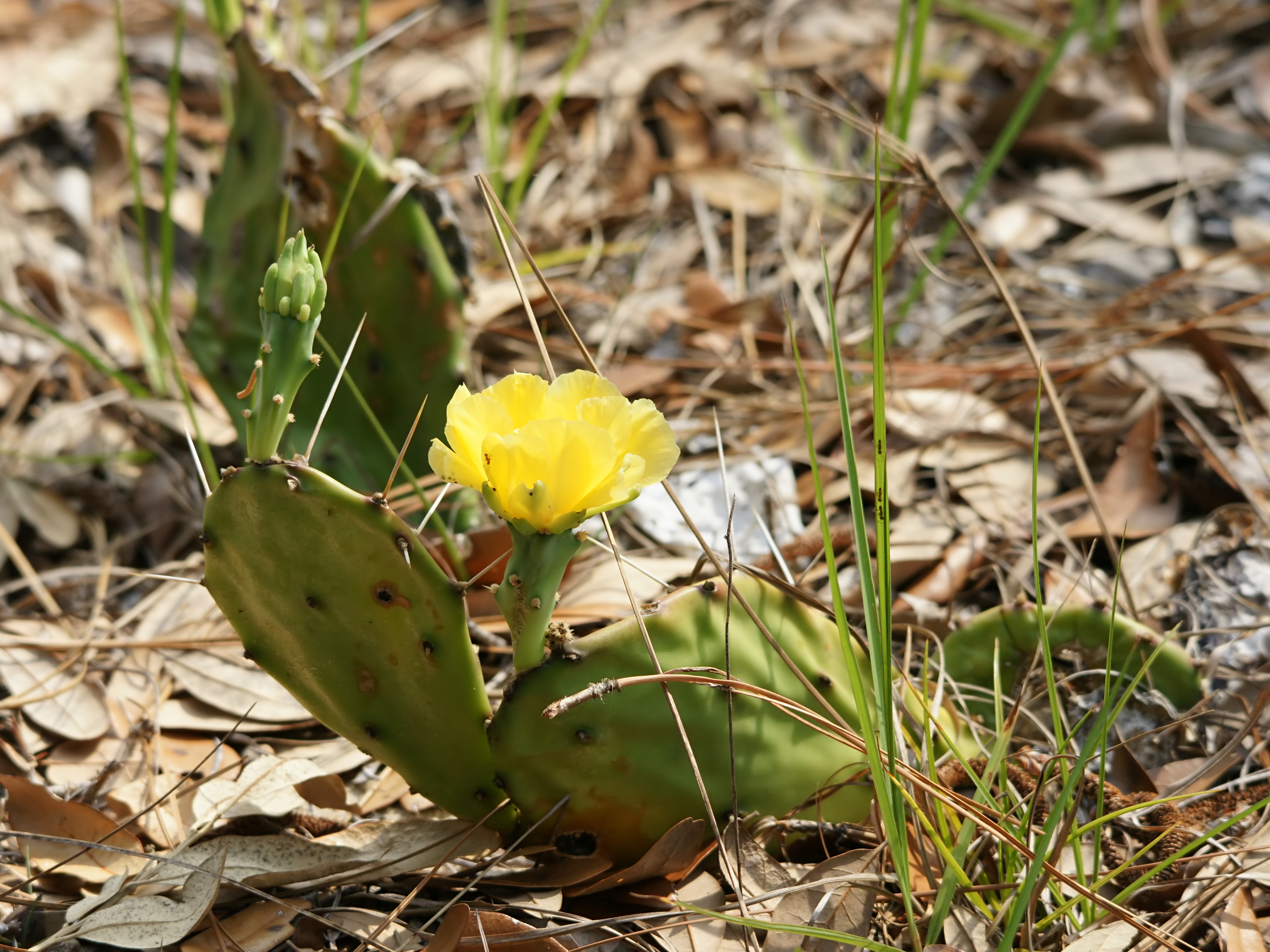
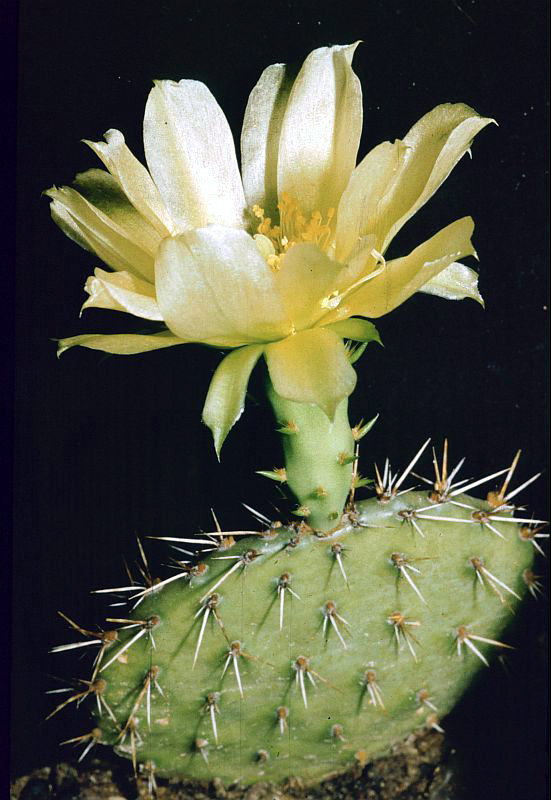
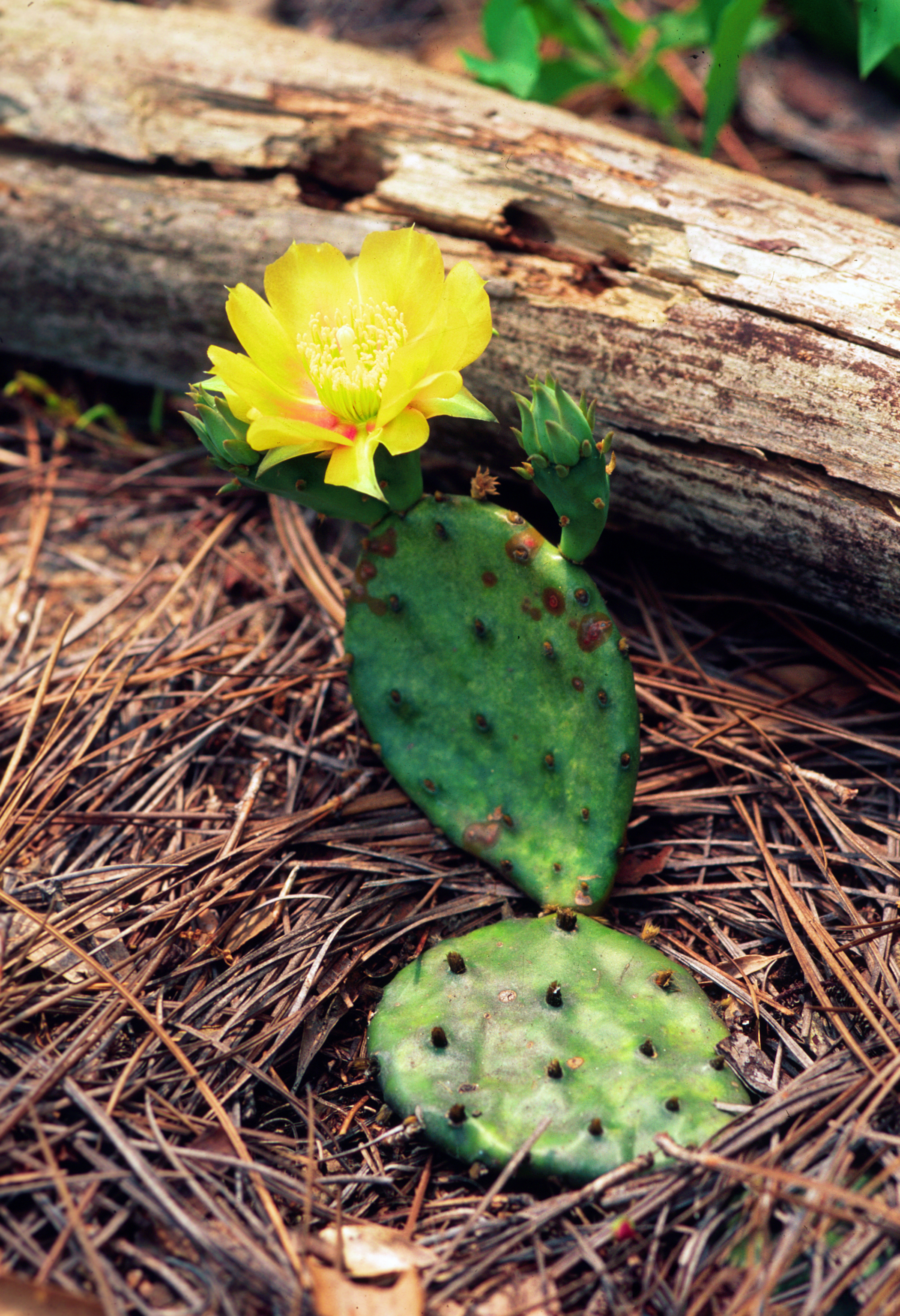
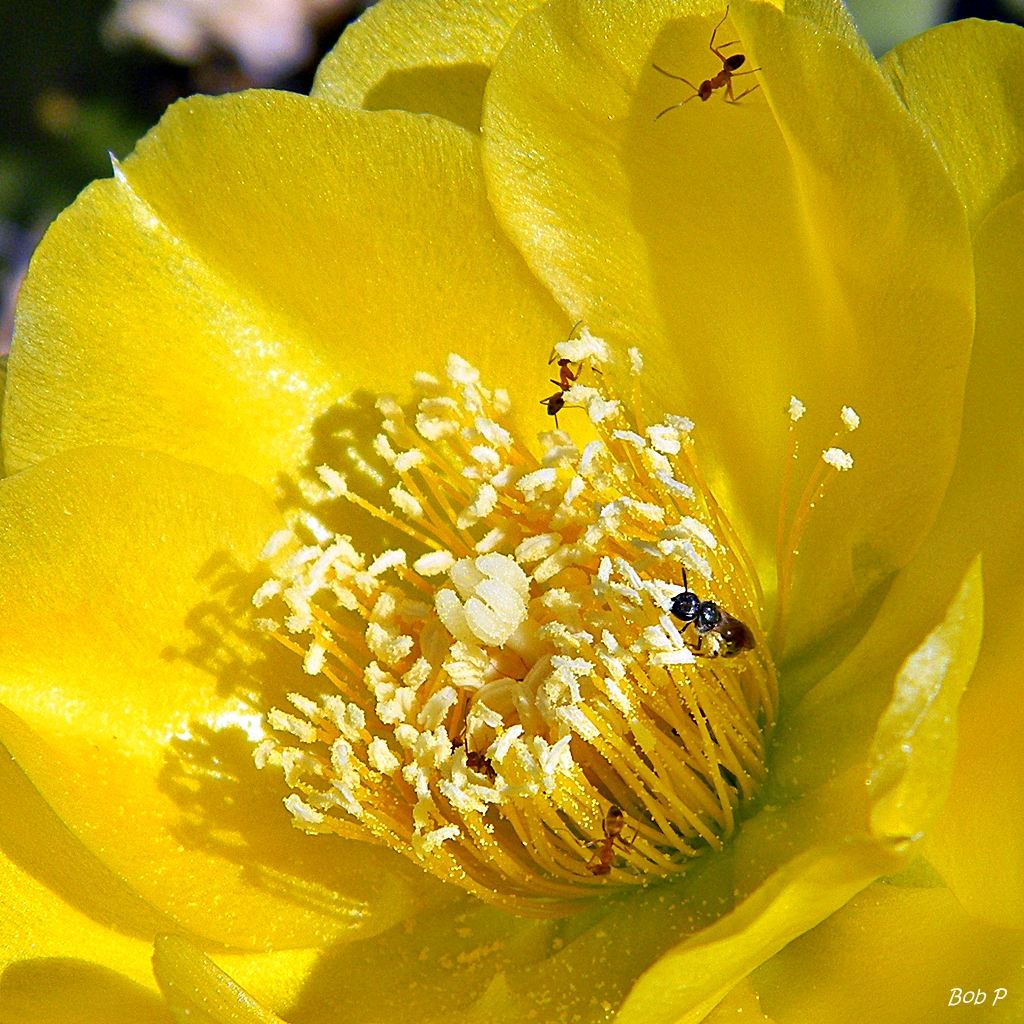